# Pierre-Alain De Smedt
Pierre-Alain baron De Smedt (Elsene, 4 april 1944 - Leuven, 1 december 2019) was een Belgisch bestuurder. Van 2011 tot 2014 was hij voorzitter van het Verbond van Belgische Ondernemingen (VBO).

## Levensloop
Pierre-Alain De Smedt studeerde af als handelsingenieur en licentiaat in de economische en financiële wetenschappen aan de Université libre de Bruxelles.
Hij was informaticadirecteur bij Solvay en directeur bij Bosch België, alsook gedelegeerd bestuurder van Volkswagen in Vorst. Als operationeel directeur van Renault was hij er de nummer twee onder voormalig Renault-voorzitter Louis Schweitzer. Tevens was hij voorzitter van Autolatina, een Braziliaanse joint venture van Volkswagen en het Amerikaanse Ford.
Van 2006 tot 2011 was De Smedt voorzitter van FEBIAC, de overkoepelende organisatie binnen de auto-industrie en organisator van het Autosalon in Brussel. In 2011 volgde hij Thomas Leysen op als voorzitter van het Verbond van Belgische Ondernemingen (VBO). Eerder was hij ondervoorzitter van deze organisatie. Michèle Sioen volgde hem in 2014 op.
Daarnaast had hij mandaten als bestuurder bij Belgacom, de Antwerpse auto-invoerder Alcopa, autoverhuurbedrijf Avis, de Nationale Portefeuillemaatschappij en cultuurfestival Europalia. Bij Deceuninck, producent van pvc-raamprofielen, was hij bestuursvoorzitter.
In 2015 kreeg hij de adellijke titel van baron.